# Korthuset
Korthuset eller Porträtt av Jean-Alexandre Le Noir är en oljemålning av den franske rokokokonstnären Jean-Baptiste-Siméon Chardin. Den målades omkring 1740 och ingår sedan 1925 i National Gallerys samlingar i London. Det finns ytterligare tre versioner av motivet som är utställda på National Gallery of Art i Washington D.C., Uffizierna i Florens och  Waddesdon Manor i England.
Londonmålningen visar en ung pojke som står vid ett litet träbord, helt upptagen med att bygga ett hus av spelkort. Pojken heter Jean-Alexandre Le Noir och var son till möbelhandlare och möbelsnickare Jean-Jacques Le Noir som beställde flera målningar av Chardin.
Temat med barn som bygger korthus var vid tiden ett välkänt tema där de känsligt balanserade korten representerar den bräckliga naturen hos mänsklig strävan. Bilder av detta ämne åtföljdes ofta av moraliserande verser, så även för Chardins bild när den spreds i tryckt form. Men det kan också finnas en familjeanknytning. Som tillverkare av fina möbler kan fadern ha hoppats att hans son skulle följa honom in i branschen. Pojkens kortbygge är kanske inte bara ett spel utan kan också vara en övning i finmotorik och konstruktionsmetoder.

## Olika versioner

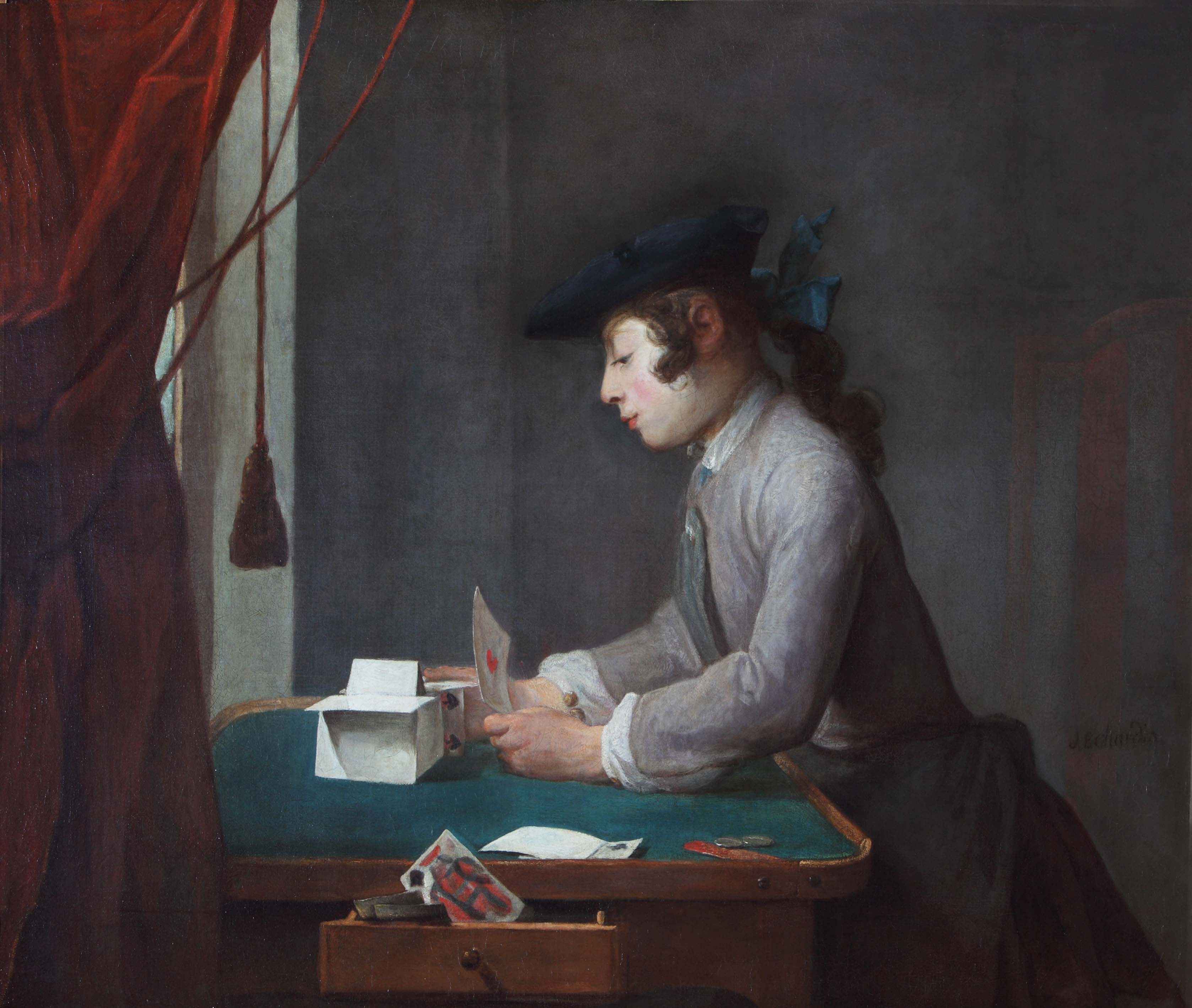
Version på Waddesdon Manor i England är daterad 1735. Olja på duk, 81 x 101 cm.
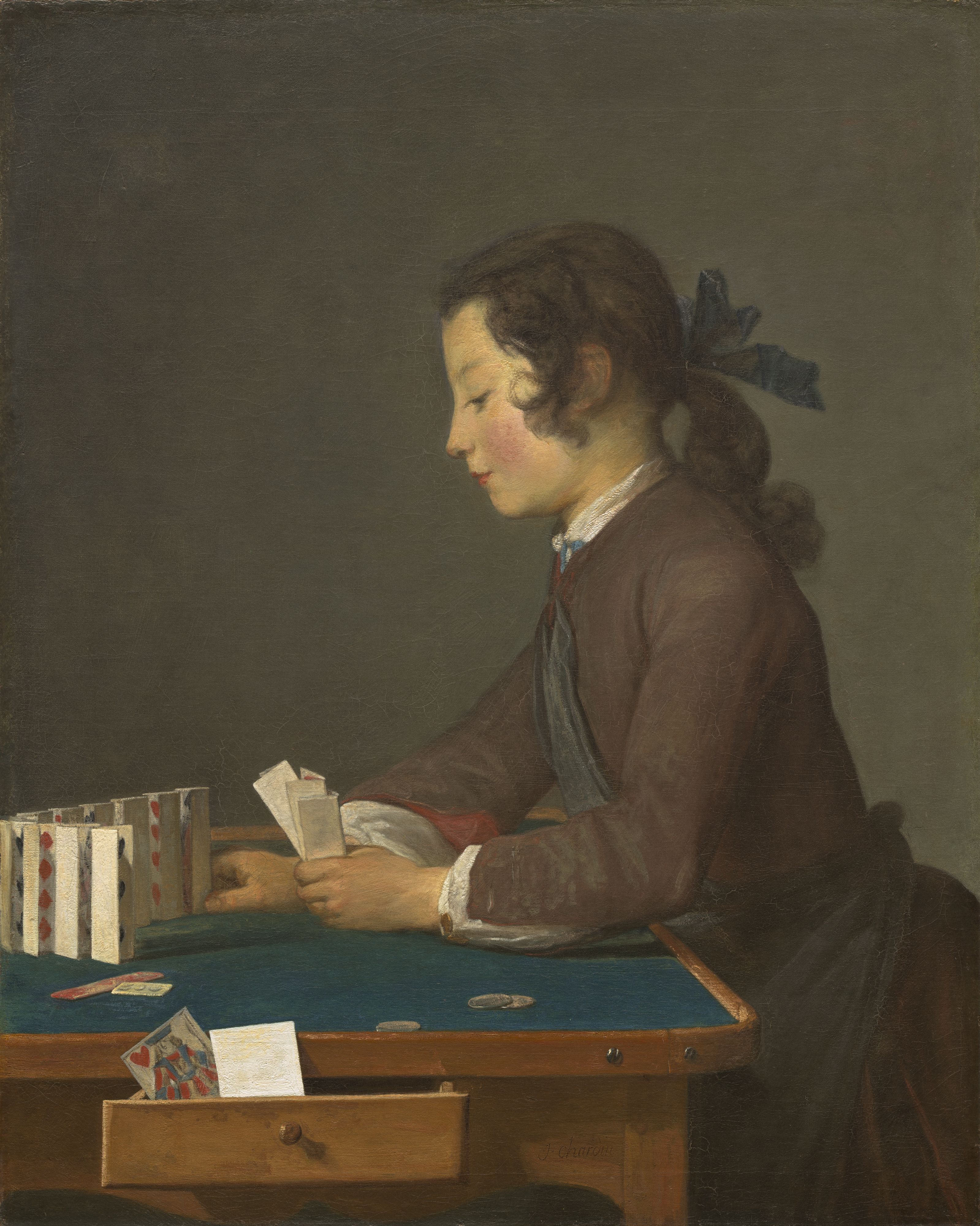
Version på National Gallery of Art (82,2 x 66 cm, cirka 1737, olja på duk).
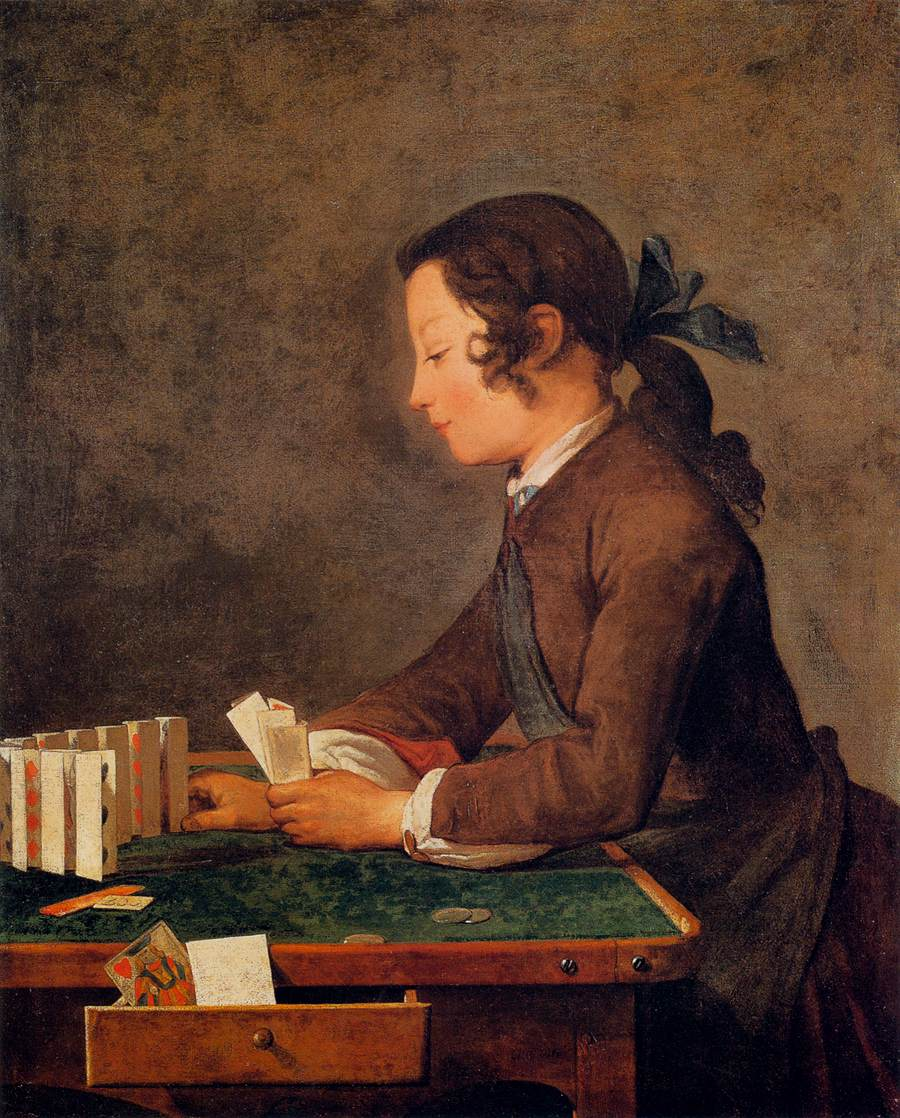
Version på Uffizierna (cirka 1740, 82 x 66 cm, olja på duk).